# Bregenzer Wochenblatt
Das Bregenzer Wochenblatt war eine österreichische Wochenzeitung, die mit Unterbrechungen zwischen 1793 und 1863 in Bregenz erschien. Die Richtung der Zeitung war anfangs gegenrevolutionär, war jedoch bald ein weitgehend unpolitisches Blatt mit hauptsächlich amtlichen und lokalen Nachrichten. Bis 1796 hieß sie Bregenzisches Wochenblatt, zwischenzeitlich trug die Zeitung auch andere Titel, wie Neueste Weltbegebenheiten, Minerva oder Neueste Weltbegebenheiten, Bregenzisches Intelligenzblatt, Bregenzisches Wochenblatt und Bregenzer Intelligenzblatt. Nachfolger war die Vorarlberger Landes-Zeitung.
Das „Bregenzer Wochenblatt“ war eine Bregenzer Zeitung, die zwischen 1793 und 1863 unter häufig wechselndem Titel herausgegeben wurde.

## Geschichte
Die Zeitung wurde von dem aus Rapperswil stammenden Buchdrucker Joseph Anton Bonifaz Brentano als Bregenzisches Wochenblatt gegründet. Nach seinem Tod ging der Betrieb in das Eigentum von Julius Hild über. Nachdem dessen Witwe die Zeitung alleine weitergeführt hatte, übernahm Anton Flatz das Blatt, das 1863 zugunsten einer überregionalen Zeitung verschwand.
Von 1797 bis 1802 erschien die Zeitung unter dem Titel Bregenzer Wochenblatt, ab 1802 nannte sie sich Neueste Weltbegebenheiten, ab 1809 Minerva oder neueste Weltbegebenheiten nebst gemeinnützigen, angenehmen Unterhaltungen. Im Jahr 1811 änderte sich der Name auf Bregenzer Intelligenzblatt, im Jahr darauf auf Intelligenzblatt des Königlich Baierischen Landgerichts Bregenz. Im Jahr 1814 schließlich, griff man wieder den Titel Bregenzisches Wochenblatt auf, der 1838 in Bregenzer Wochenblatt umgeändert wurde.

## Politische Ausrichtung
Zur Zeit des Ersten Koalitionskrieges war die politische Ausrichtung der Zeitung eindeutig gegenrevolutionär und antifranzösisch. Als die französische Armee 1796 Bregenz besetzte, musste die Zeitung daher einen Monat lang eingestellt werden. Die strengen Zensurvorschriften im Vormärz brachten den redaktionellen Teil des Blattes fast völlig zum Erliegen. Amtliche Kundmachungen sowie Anzeigen von Todesfälle, Geburten oder Trauungen bildeten damals den Hauptinhalt der Zeitung.